# Dury (Somme)
Dury ist eine nordfranzösische Gemeinde mit 1448 Einwohnern (Stand 1. Januar 2022) im Département Somme in der Region Hauts-de-France. Die Gemeinde liegt im Arrondissement Amiens, ist Mitglied des Gemeindeverbands Amiens Métropole und gehört zum Kanton Amiens-6. Die Bewohner werden Duryens und Duryennes genannt.
Die Gemeinde erhielt 2023 die Auszeichnung „Drei Blumen“, die vom Conseil national des villes et villages fleuris (CNVVF) im Rahmen des jährlichen Wettbewerbs der blumengeschmückten Städte und Dörfer verliehen wird.

## Geographie
Die von der Autoroute A29 durchschnittene Gemeinde liegt unmittelbar südlich an Amiens anstoßend und mit diesem zusammengewachsen an der früheren Route nationale 1, fast vollständig auf der Hochfläche südlich der Départementshauptstadt. Die Entfernung zum Stadtzentrum von Amiens beträgt rund sechs Kilometer.
Umgeben wird Dury von den sechs Nachbargemeinden:
| Salouël        | Amiens                                      |               |
| Saleux         | Kompassrose, die auf Nachbargemeinden zeigt | Saint-Fuscien |
| Vers-sur-Selle | Hébécourt                                   |               |

## Geschichte
Von der vorgeschichtlichen Besiedelung zeugen hier aufgefundene Steinwerkzeuge. Dury wurde von einem Zweig der historischen Chaussée Brunehaut durchzogen. Der Ort wird 710 als Duriacus erstmals erwähnt. Im Jahr 1080 übertrug Raoul de Dury seine Besitzungen auf das Kapitel von Notre-Dame in Amiens. Das Schloss wurde bis zur Französischen Revolution von der Familie Picquet de Dourier bewohnt. In den Jahren 1726 und 1805 zerstörten Brände Teile des Orts. Am 27. November 1870 siegten während des Deutsch-Französischen Krieges die preußischen Truppen in einem Gefecht über die französischen. Im Ersten Weltkrieg schlug Marschall Ferdinand Foch zeitweise im Schloss Dury sein Quartier auf. Auch im Zweiten Weltkrieg 1940 war die Hochfläche von Dury umkämpft.

## Einwohner
| 1962 | 1968 | 1975 | 1982 | 1990 | 1999 | 2006 | 2013 | 2020 |
| ---- | ---- | ---- | ---- | ---- | ---- | ---- | ---- | ---- |
| 1517 | 1694 | 1698 | 1561 | 1341 | 1141 | 1239 | 1229 | 1452 |

## Verwaltung
Bürgermeisterin (maire) ist seit 2014 Anne Pinon.

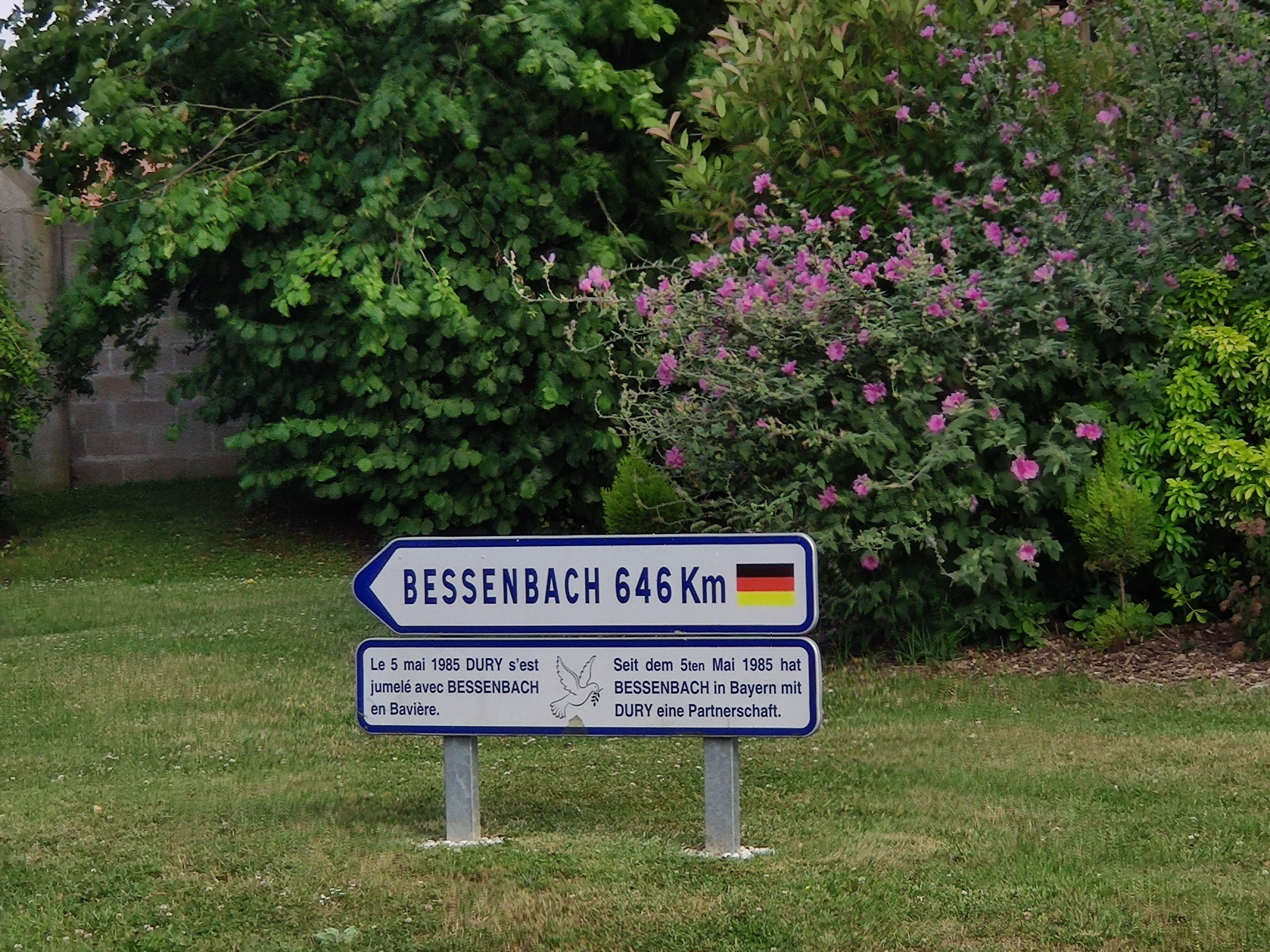

## Gemeindepartnerschaft
- Bessenbach, Deutschland (gemeinsam mit Sains-en-Amiénois und Saint-Fuscien), seit 1985.

## Sehenswürdigkeiten
- Moderne Pfarrkirche Saint-Nicolas, 1960 errichtet als Ersatz für den im Zweiten Weltkrieg zerstörten Vorgängerbau
- Bethaus Notre-Dame-de-Délivrance, erbaut 1829
- Neuromanische Kapelle Saint-Esprit in Dessus-des-Pendants, vormals Kapelle eines Heims für Geisteskranke, aus dem ausgehenden 19. Jahrhundert
- Schloss aus dem Jahre 1638
- Gefallenendenkmal

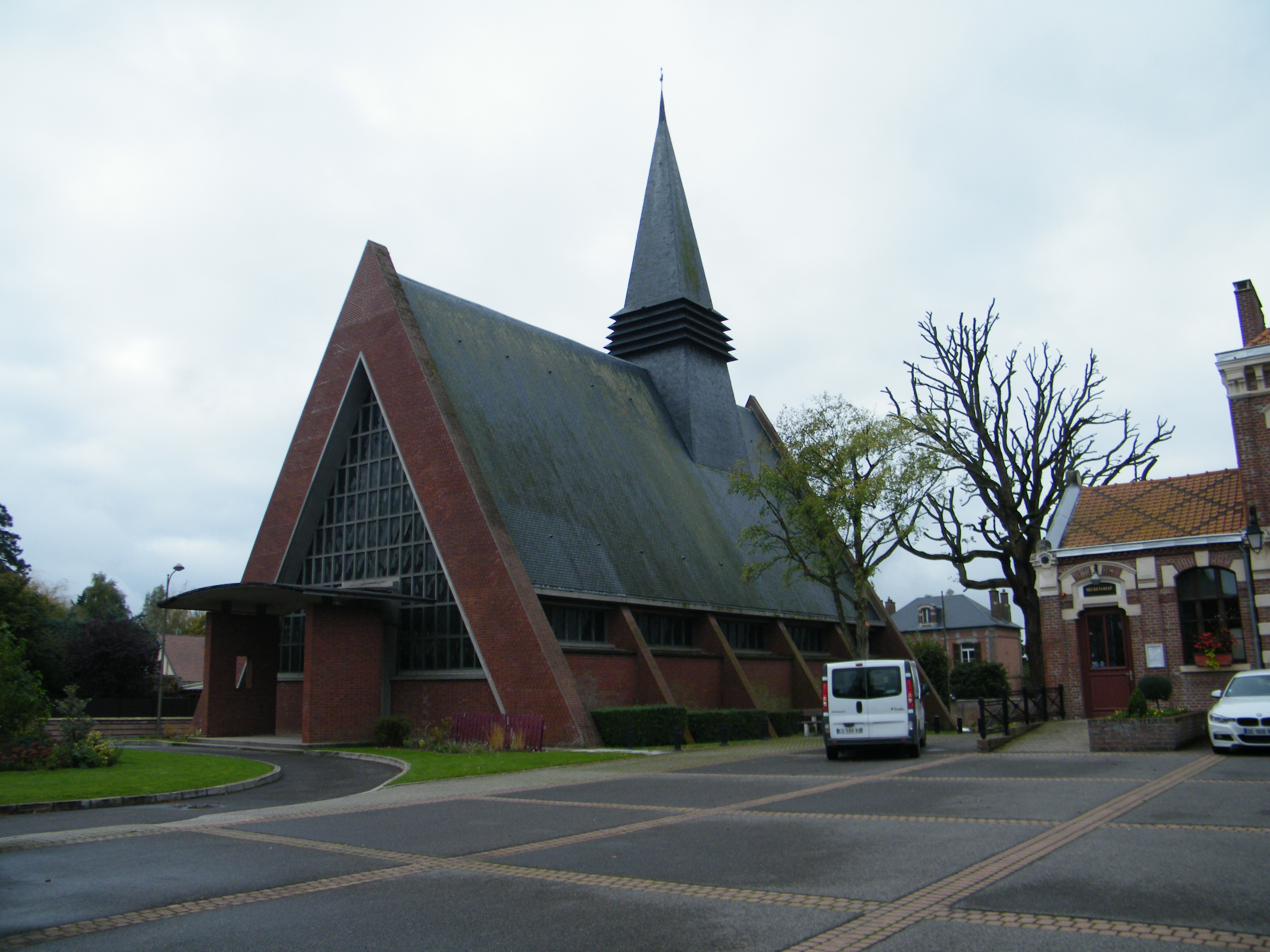
Pfarrkirche Saint-Nicolas
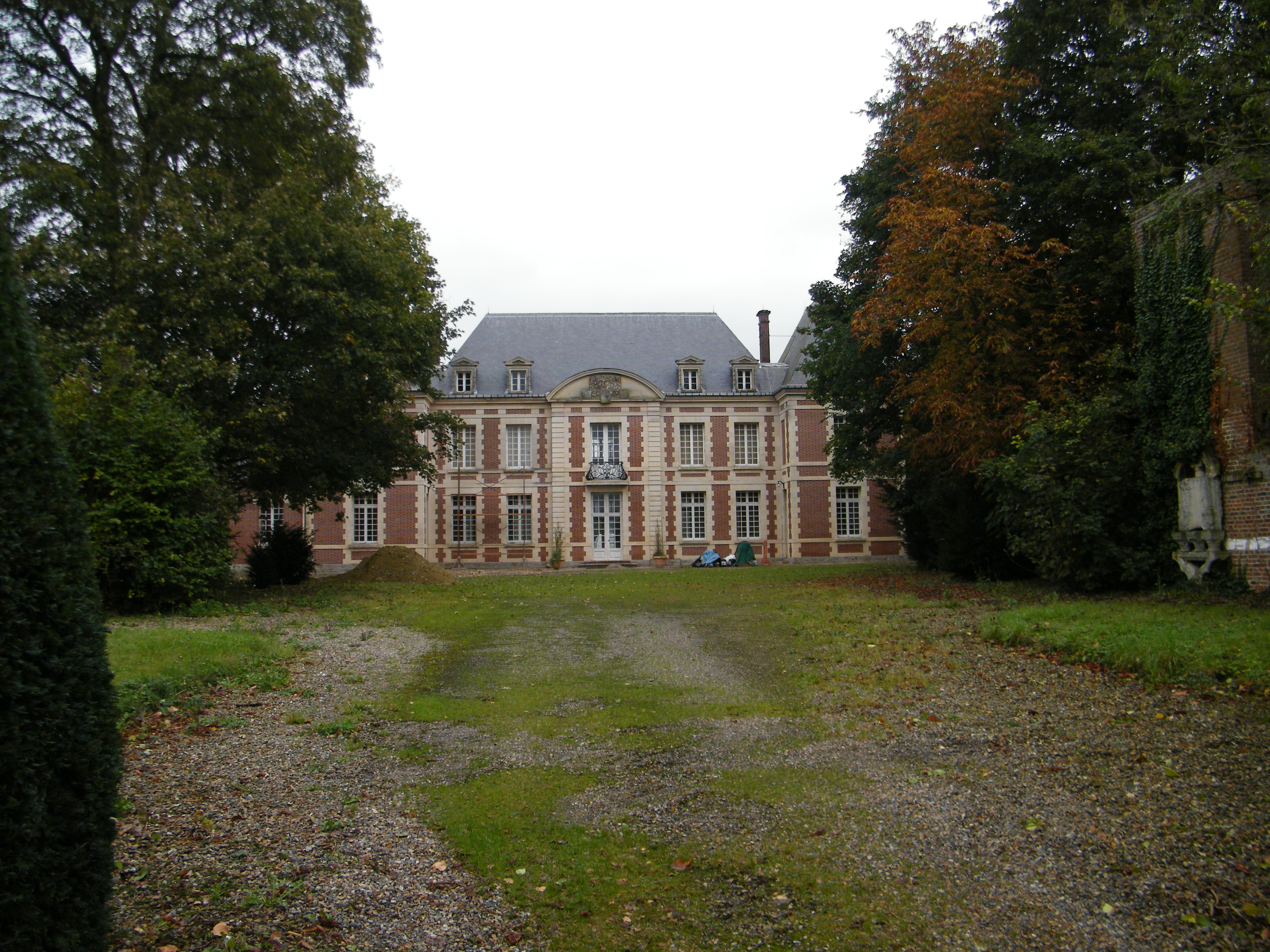
Schloss Dury